# Šehzade Mahmud Necmeddin
Šehzade Mehmed Necmeddin (23. června 1878 – 27. června 1913) byl osmanský princ. Byl druhým synem sultána Mehmeda V. a jeho třetí manželky Dürrüaden Kadınefendi.

## Veřejný život
Dne 2. září 1909 cestovala Necmeddin spolu se svým otcem Mehmedem a bratry Šehzade Mehmed Ziyaeddinem a Šehzade Ömerem Hilmi do Bursy. Dne 13. června 1910 se spolu s bratrem Šehzade Yusuf Izzeddinem vydal vlakem poprvé do Evropy. Dne 5. června 1911 se vydali do Evropy podruhé. Mezi 5. a 26. červnem 1911 cestoval spolu s otcem a bratry po provincii Rumelie (dnešní Balkán).

## Osobní život
Poté, co jeho otec nastoupil na trůn, získal Necmeddin své vlastní komnaty v paláci Dolmabahçe. V roce 1910 dostal i vilu ve čtvrti Kuruçeşme. Zde sponzoroval v roce 1909 stavbu fontány, kterou nechal pojmenovat po své matce.
Necmeddin měl velmi rád hudbu. Byl popisován jako osoba, která se ráda zapojuje do konverzací a působil na společnost svou inteligencí. V obličeji byl sympatický, bohužel však odrazoval svým tělem. Byl velmi obézní a později mu přirostlo levé ucho k hlavě.

## Smrt
Šehzade Mahmud Necmeddin zemřel dne 27. června 1913 po dlouhodobé nemoci žaludku a srdce. Byl pohřben na Eyüpském hřbitově.